# ادای ۶۷۳

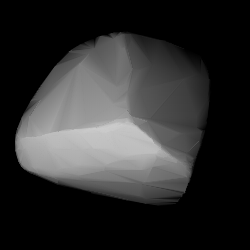
مدل سه‌بُعدی سیارک ۶۷۳ بر اساس منحنی نور آن

سیارک ۶۷۳ (به انگلیسی: 673 Edda، نامگذاری:1908EA) ششصد و هفتاد و سومین سیارک کشف شده‌است که در ۲۰ سپتامبر ۱۹۰۸ کشف شد.
قدر مطلق سیارک برابر ۱۰٫۲۰ است.